# Jan Hendrik Troost van Groenendoelen
Jan Hendrik Troost van Groenendoelen (ca. 1722 - begraven Amsterdam, 5 mei 1794) was een Nederlands schilder, tekenaar, behangselfabrikant.

## Leven en werk
Troost was een zoon van de schilders Willem Troost (1684-1752) en Jacoba Maria van Nickelen (1680-1749), en een volle neef van de schilder Cornelis Troost. Waar hij werd geboren, is niet duidelijk. Waarschijnlijk in Duitsland, waar zijn vader als hofschilder van keurvorst Johan Willem van de Palts werkte en zijn vrouw had leren kennen op het atelier van Herman van der Mijn in Düsseldorf. Vanwege Troosts toevoeging "Van Groenendoelen" wordt ook Groenendael bij Brussel als mogelijke geboorteplaats genoemd. Het gezin Troost-van Nickelen reisde langs een aantal plaatsen in Duitsland tot het zich in 1735 in de Republiek der Zeven Verenigde Nederlanden vestigde, eerst in Haarlem, in 1745 in Amsterdam. Troost zal de beginselen van de schilderkunst thuis hebben opgedaan, waarschijnlijk is hij verder opgeleid aan de Stadstekenacademie. In 1748 wordt hij vermeld als onderdeel van een groep 'voorstanders en beminnaars der tekenkunst' bij de academie, die een verbintenis aangingen om met een aantal 'oeffenaren der Tekenkonst' een half jaar lang, tweemaal per week "na het naakte mans leeven te studeeren". Troost schilderde en tekende landschappen, genrestukken, bloemen en chinoiserie. 
Troost trouwde in 1754 met Meesje Maria Schutter (1737-1760), een domineesdochter, en richtte kort daarna een behangselfabriek op aan de Overtoomse weg in Amsterdam. In augustus 1756 adverteerde hij in de Amsterdamsche Courant: "J.H. Troost van Groenendoelen, Konst Schilder en Patronist van Zyde Stoffen (...) zyn nieuwe geschilderde Behangsels; den zelve maekt ook soorten die tegen vogtige muuren kunnen gebruykt worden" en dat alles tegen civiele prijzen.
Twee jaar later vloog kruitmolen De Sollenburg bij de Pestbrug in de lucht. De kruitmolen mocht niet worden herbouwd, waarna de grond werd verkocht. Dit terrein lag dichter bij de stad, Troost kocht twee percelen en verhuisde zijn fabriek in 1760 daarnaartoe. In 1761 werd hij poorter van Amsterdam en lid van het Sint-Lucasgilde.
De behangselfabriek had in de loop der jaren meerdere schilders en tekenaars in dienst, die vaak een contract voor meerdere jaren aangingen. Troost verlangde exclusiviteit, ze mochten niet voor anderen werken of patronen van de fabriek aan anderen geven. Een van zijn werknemers was Jacob Cats, die in 1759 als knecht in dienst kwam en na verloop van tijd een contract voor tien jaar kreeg aangeboden. Cats verliet in mei 1762 de fabriek omdat hij zich haast alleen maar bezighield met het plamuren en schilderen van bloem- en ander bijwerk, terwijl hij liever landschappen tekende. Tot de werknemers die bij Troost in dienst zijn geweest behoren verder Hendrik Willem Caspari, Rutger Camerling, Noël Challe, Matthijs Coster, Pieter van Loo, Hendrik Mooij, Jan Evert Morel (I), Johan Christoffel Schultsz en Jacob Xavery. Amsterdam kende in de 18e eeuw meerdere behangelsfabrieken, die van Troost was de grootste. Zij verzorgde onder meer het behang voor een zaal in Het Oude Hof (1760), de Chinese kamer van Huis Verwolde (1776) en de salon van Huis Zypendaal (1776-1778). In 1763 ging hij een compagnieschap aan met Jacques en Alexandre Verdon en Louis Reij voor een katoendrukkerij. Naast de fabriek Sollenburg werd een werkplaats geopend in de Kerkstraat bij de Reguliersgracht (1768) en werden vanaf 1770 behangsels verkocht in een winkel in de Kalverstraat.
Jan Hendrik Troost van Groenendoelen overleed op ongeveer 72-jarige leeftijd en werd begraven op het Westerkerkhof. Hij was in 1771 hertrouwd met Maria Winsser (1746-1806), die de behangselfabriek voortzette. In 1799 werd zij echter insolvent verklaard.

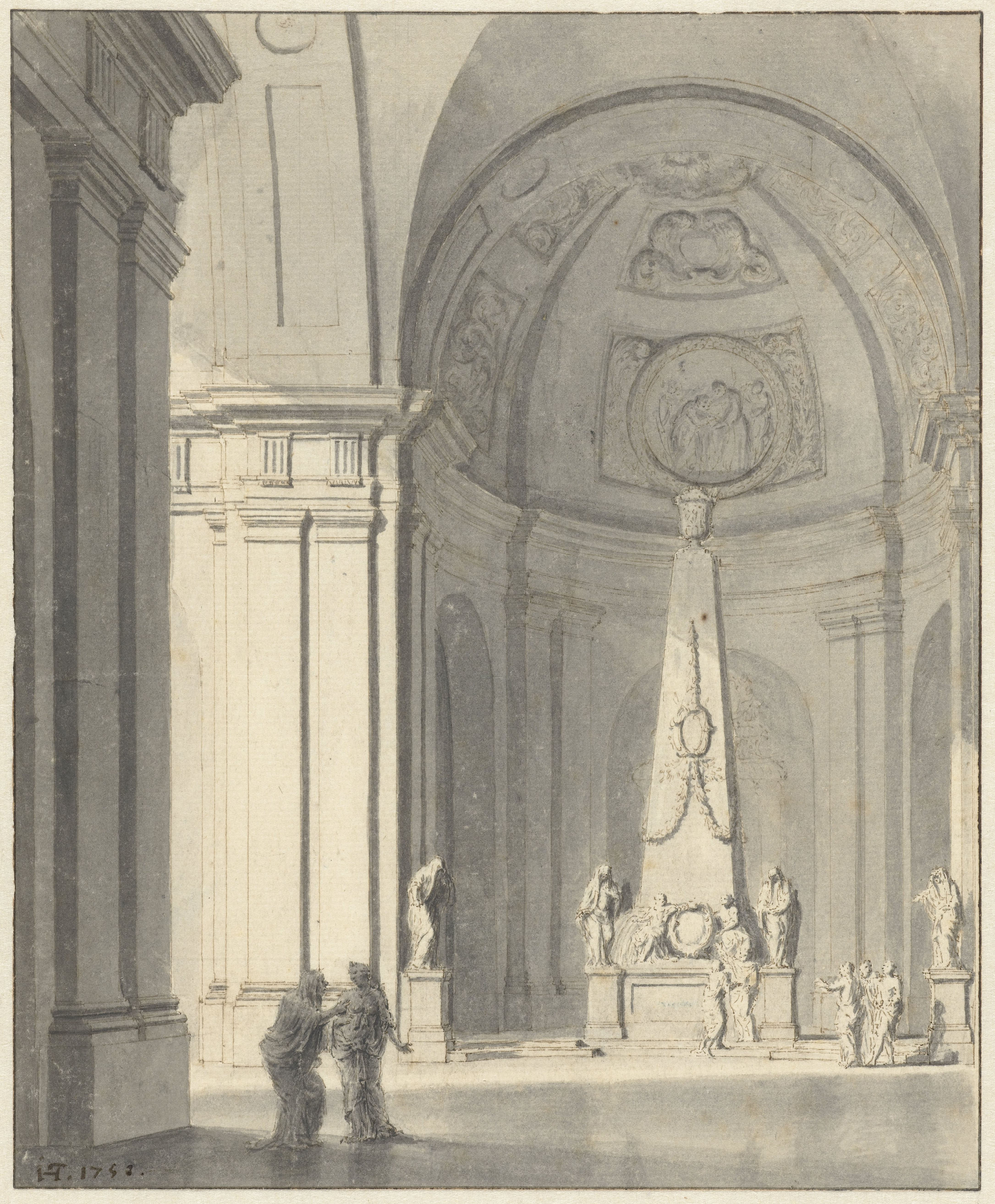
Grote overwelfde zaal met een grafmonument (1757), collectie Rijksmuseum Amsterdam
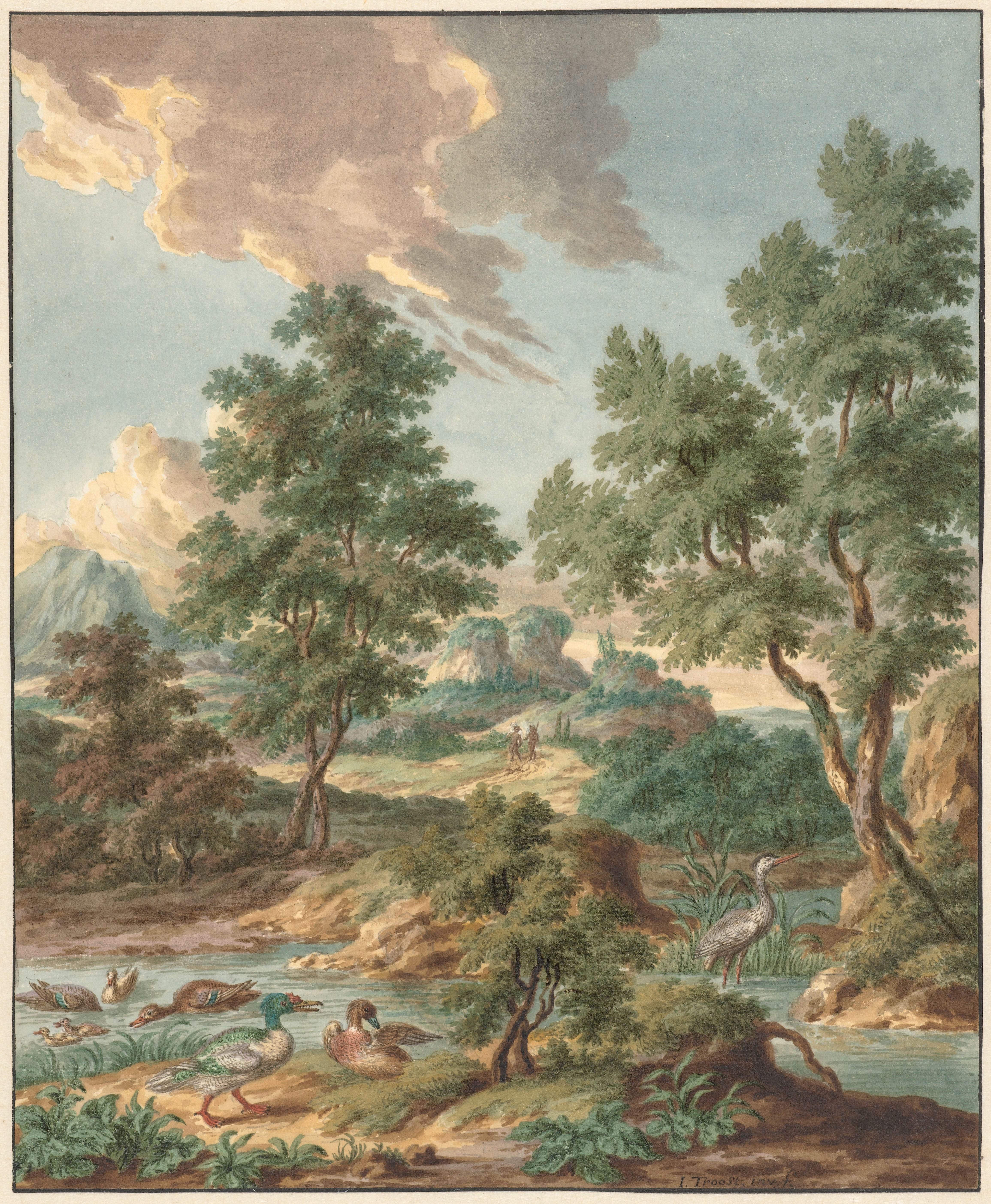
Landschap met watervogels in een poel, collectie Rijksmuseum Amsterdam
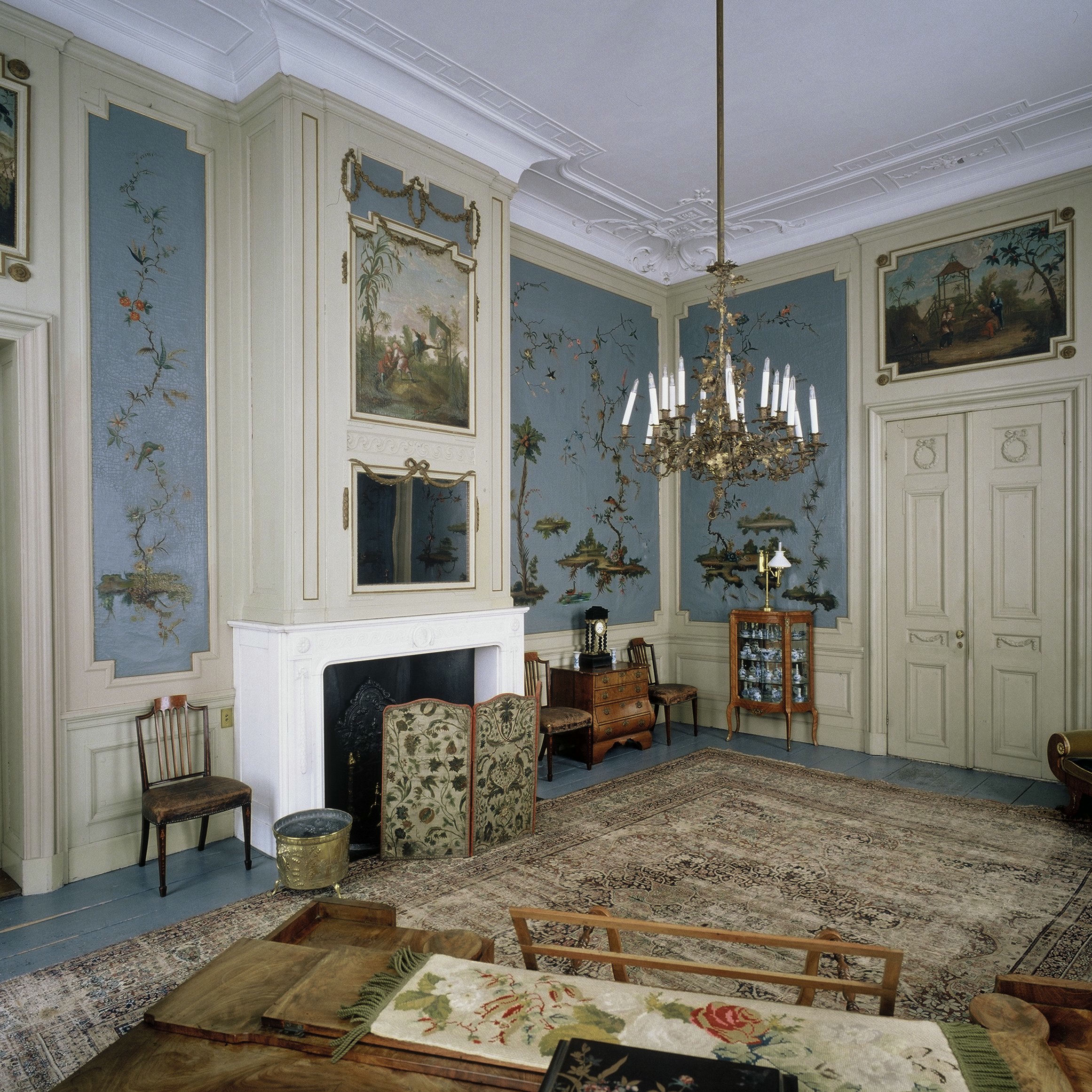
Chinese kamer in Huis Verwolde
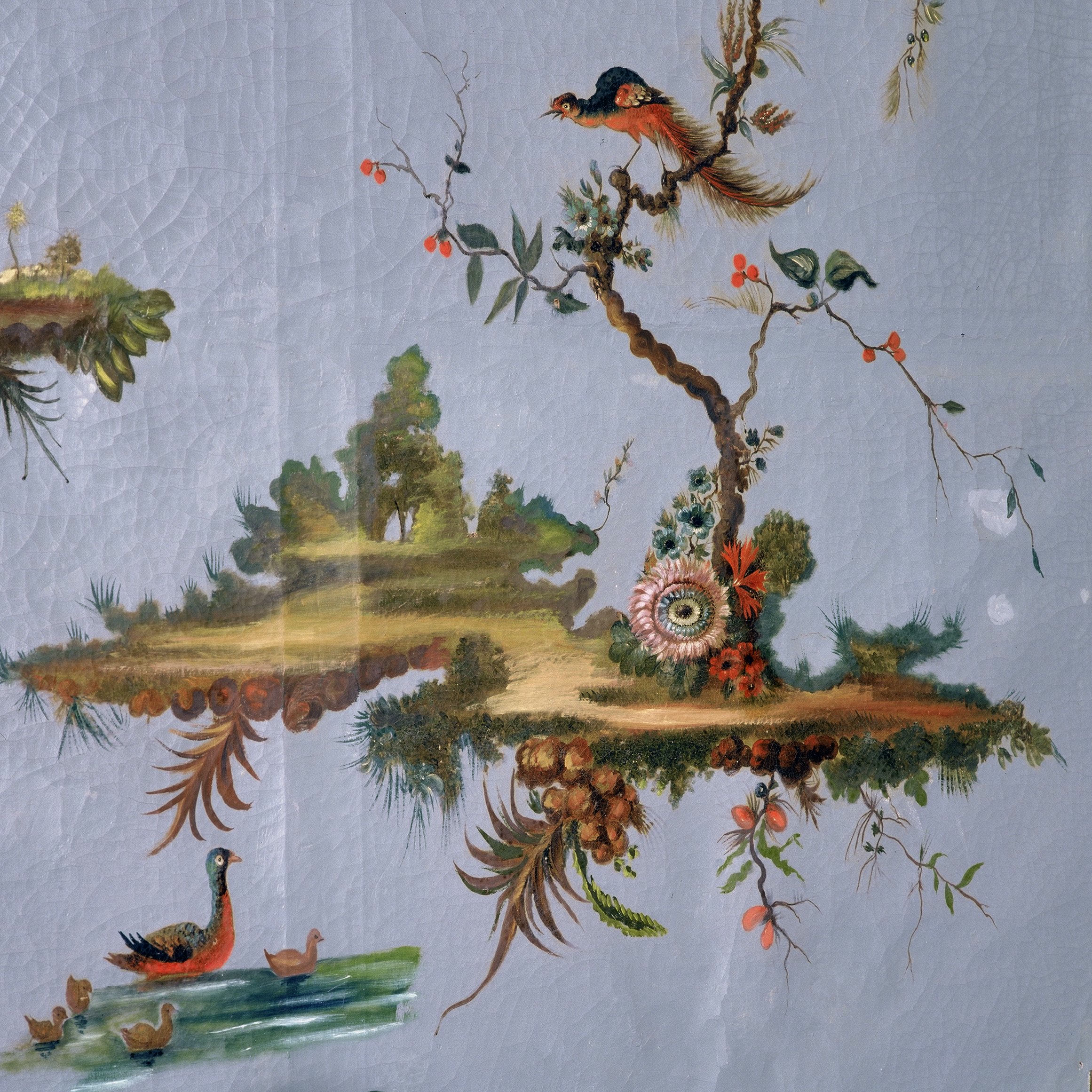
Detailopname Chinese kamer Huis Verwolde

- RKD-Nederlands Instituut voor Kunstgeschiedenis: 78269